# Helmut Schreiner
Helmut Schreiner (* 4. Dezember 1942 in Krenglbach, Oberösterreich; † 26. September 2001 in Salzburg) war ein österreichischer Politiker (ÖVP) und Universitätsprofessor. Er war von 1969 bis 2001 Abgeordneter zum Salzburger Landtag und von 1989 bis 2001 Präsident des Salzburger Landtags.

## Ausbildung und Beruf
Schreiner besuchte von 1949 bis 1953 die Volksschule, bevor er ab 1953 das Humanistische Gymnasium in Wilhering bei Linz absolvierte, an dem er 1961 auch die Matura ablegte. Nachdem er zwischen 1961 und 1962 seinen Präsenzdienst abgeleistet hatte, studierte er ab 1962 Rechtswissenschaften an der Universität Wien und promovierte 1966 zum Dr. iur. Er war 1967 als Rechtspraktikant beim Bezirksgericht Eferding in Oberösterreich tätig und wurde 1967 Assistent des Universitätsprofessors René Marcic an der Lehrkanzel für Staatsrecht, österreichisches Verfassungsrecht und Rechtsphilosophie an der Universität Salzburg. 1979 wurde Schreiner zum Universitätsdozenten für Rechtsphilosophie, Methodologie der Rechtswissenschaften, Allgemeine Staatslehre und Österreichisches Verfassungsrecht ernannt. 1982 erfolgte seine Ernennung zum außerordentlichen Universitätsprofessor an der Universität Salzburg.
Helmut Schreiner engagierte sich für zahlreiche Sozialprojekte im Heiligen Land. Er war Mitglied im Ritterorden vom Heiligen Grab zu Jerusalem.

## Politik und Funktionen
Schreiner wurde am 14. Mai 1969 als Abgeordneter zum Salzburger Landtag angelobt und wirkte von 1974 bis 1977 als stellvertretender Klubobmann des Landtagsklubs der Salzburger Volkspartei. Danach war er von 1977 bis 1989 Klubobmann des ÖVP-Landtagsklubs, bevor er am 3. Mai 1989 zum Präsidenten des Salzburger Landtags gewählt wurde. Schreiner hatte dieses Amt bis zu seinem Tod inne.
Schreiner war innerparteilich von 1983 bis 1989 als ÖVP-Stadtparteiobmann von Salzburg aktiv, wobei er zwischen 1970 und 1976 bereits Landesobmann der Jungen Volkspartei gewesen war.
Schreiner verstarb am 26. September 2001 während einer Landtagssitzung. Nach einem verbalen Schlagabtausch mit einem Abgeordneten zur Geschäftsordnung sackte Schreiner kurz nach neun Uhr infolge eines Herzinfarktes in seinem Sessel zusammen und verstarb trotz Wiederbelebungsversuchen noch im Sitzungssaal.

## Schriften
- mit Ilmar Tammelo: Grundzüge und Grundverfahren der Rechtslogik (= Uni-Taschenbücher. 412 und 685). 2 Bände. Verlag Dokumentation, München 1974–1977, ISBN 3-7940-2627-6 (Bd. 1), ISBN 3-7940-2659-4 (Bd. 2).
- Intersubjektive Akzeptierbarkeit als Problem der juristischen Methodik. Dargestellt an Beispielen aus dem österreichischen Verfassungsrecht. Salzburg 1979, (Salzburg, Universität, Habilitations-Schrift, 1979).
- Die Intersubjektivität von Wertungen. Zur Begründbarkeit von Wertungen im Rechtsdenken durch ethisch verpflichtetes Argumentieren (= Schriften zur Rechtstheorie. H. 91). Berlin, Duncker & Humblot 1980, ISBN 3-428-04628-5 (Zugleich: Salzburg, Universität, Habilitations-Schrift, 1980).
- Das Salzburger Raumordnungsgesetz 1992 (= Schriftenreihe des ÖVP-Landtagsklubs Salzburg. Bd. 1). IT-Verlag, Salzburg 1993, ISBN 3-900603-11-1.
- Das Salzburger Grundverkehrsgesetz 1993 (= Schriftenreihe des ÖVP-Landtagsklubs Salzburg. Bd. 2). IT-Verlag, Salzburg 1994, ISBN 3-900603-14-6.